# カフネ (Brian the Sunの曲)
「カフネ」は、日本のロックバンド・Brian the Sunのメジャー3枚目のシングル。2017年11月15日にEpic Records Japanから発売された。

## 概要
前作「Maybe」から約1年2ヶ月ぶりのシングル。
表題曲「カフネ」はNHK総合テレビアニメ『3月のライオン』第2シリーズエンディングテーマとなっている。初めて外部プロデューサーとしてスピッツなどを手掛ける笹路正徳を招いた。
通常盤、初回生産限定盤、期間生産限定盤の3形態でリリースされ、初回生産限定盤としてリリースされるブライアン盤には、特典DVDとして今年行われた全国ツアー「TOUR 2017『パトスとエートス』」のLIQUIDROOMで行われたツアーファイナルのLIVE映像を収録。また期間生産限定盤としてリリースされるライオン盤には同アニメのエンディング・ノンクレジット映像が特典DVDとして収録されている。

## 収録曲

### CD（通常盤・初回生産限定盤）
1. カフネ [4:18]
  - NHK総合テレビアニメ『3月のライオン』第2シリーズエンディングテーマ
2. フォレルスケット [4:37]
3. カフネ (Instrumental) [4:18]

### CD（期間生産限定盤）
1. カフネ [4:18]
2. フォレルスケット [2:34]
3. カフネ (アニメver.) [1:32]
4. カフネ (Instrumental) [4:18]

### DVD（初回生産限定盤のみ）
1. Impromptu
2. Physalia
3. Mitsuhide
4. Hi-Lite
5. アイロニックスター
6. Cloudy#2

### DVD（期間生産限定盤のみ）
1. TVアニメ「3月のライオン」第2シリーズ ノンクレジットエンディングムービー